# کیم بیونگ کی
کیم بیونگ-کی (کره‌ای: 김병기؛ زادهٔ ۲ نوامبر ۱۹۴۸) بازیگر اهل کره جنوبی است.

## فیلم‌شناسی
- منتخب فیلم‌شناسی

### مجموعه‌های تلویزیونی
| سال  | عنوان           | نقش            | شبکه    |
| ---- | --------------- | -------------- | ------- |
| ۱۹۷۳ | شاه سجونگ بزرگ  | مین مو گو      | کی‌بی‌اس‌۱ |
| ۱۹۸۲ | باد و ابر       | لی جو هی       | کی‌بی‌اس۱ |
| ۱۹۹۶ | جو گوانگ جو     | پارک وون جونگ  | کی‌بی‌اس‌۲ |
| ۱۹۹۸ | پادشاه و ملکه   | اوم جا چی      | کی‌بی‌اس‌۱ |
| ۲۰۰۱ | ملکه میونگ سونگ | ریونوسوک       | کی‌بی‌اس‌۲ |
| ۲۰۰۲ | افسانه افسونگر  | لی سونگ-سو     | ام‌بی‌سی  |
| ۲۰۰۳ | همسر پادشاه     | مینگ جی چون    | اس‌بی‌اس  |
| ۲۰۰۶ | افسانه جومونگ   | ارباب یونتابال | ام‌بی‌سی  |
| ۲۰۰۸ | سرزمین بادها    | سانگ گا        | کی‌بی‌اس۲ |
| ۲۰۰۹ | امپراتور آهن    | کیم وون-سونگ   | کی‌بی‌اس۲ |
| ۲۰۱۱ | کیمیاگر         | گو سونگ-چول    | اس‌بی‌اس  |
| ۲۰۱۱ | سرنوشت یک مبارز | سا تک جوک دوک  | ام‌بی‌سی  |
| ۲۰۱۴ | نسل الهام بخش   | فالگیر         | کی‌بی‌اس۲ |
| ۲۰۱۶ | جانگ یونگ شیل   | منگ سا-سونگ    | کی‌بی‌اس۱ |
| ۲۰۱۹ | آیتم            | جو کوان        | ام‌بی‌سی  |
| ۲۰۲۱ | نقاب            | بانگ یونگ-چان  | ام‌بی‌سی  |